# Étienne Iavorski
Étienne Iavorski (1658 à Yavorov, Rzeczpospolita - 27 novembre 1722 à Moscou) connu également sous le nom de Stéphane Iavorski (en russe Стефа́н Яво́рский) ou son nom ecclésiastique d'Étienne de Riazan (1658-1772) fut locum tenens (1700-1721) puis Patriarche de Moscou et de toute la Russie (1721-1722) (liste des primats de l'Église orthodoxe russe).

## Biographie
Élève à l'Académie greco-latine de Pierre Movilă à Kiev. Il se convertit au catholicisme en 1684 et étudie dans les établissements jésuites de Lvov, Lublin, Poznań et Vilnius. Il revient Kiev en 1689 et retourne aussitôt à l'orthodoxie. Il enseigne alors à l'Académie greco-latine. En 1697, en plus de son enseignement, il est nommé igoumène (abbé) du Monastère Saint-Nicolas du Désert, puis envoyé à Moscou où il est remarqué par l'empereur pour son art oratoire. Il est donc nommé locum tenens  en 1700 en l'absence du patriarche ; il occupera ce rôle 21 ans, jusqu'à l'abolition complète du patriarcat et son remplacement par le très Saint-Synode.
Il fut un « prédicateur puissant »
Etienne Iavorski s'affronta à Théophane Prokopovitch en représentant l'aspect « catholique » de l'Orthodoxie contre la dérive « protestante » de Théophane Prokopovitch, le conseiller en affaires religieuses du tsar. Il fut donc l'une des rares voix qui s'élèvent contre la réforme religieuse de Pierre Ier le Grand, et le peut seulement grâce à ses éloges du Prince dans les autres affaires. Mais l'empereur lui montra sa désapprobation pour avoir dénoncé DE Tvéritinov, un  scientifique qui fut jugé pour son refus des signes de l'orthodoxie.
Il dirigea l'Académie slavo-gréco-latine nouvellement créée, première institution d'éducation de l'Empire.

## Œuvres
- Kamen very (« Le Roc de la foi »). L'ouvrage utilise des passages entiers des Disputationes de controversiis christianae fidei adversus hujus temporis haereticos de Robert Bellarmin et les Opera de Becan[2]. Le Roc de la foi, écrit vers 1713, ne put être publié que de manière posthume en 1728, fut interdit à nouveau en 1732 et ne reçut l'autorisation impériale qu'en 1741. Le livre, qui s'attaque à l'esprit protestant dans l'Église orthodoxe, provoqua une polémique: une réponse fut imprimée à Iéna en 1729, peut-être écrite par  Théophane Prokopovitch lui-même et en 1731 par Mosheim, tandis qu'un Dominicain, Ribeira, prenait sa défense[3]
- Znamenia pritchestvia Antikhrista (« Les signes de l'arrivée de l'Antichrist »), 1703, inspiré du De Antichristi de Tomaso Malvenda (ed de 1647)[2]. Il dénonce les mystiques populaires de fin du monde, notamment après la condamnation d'un natchëttchik (maître religieux dans les milieux populaires), "Grichka" Talitskii pour des tracts sur la venue de l'Antéchrist.